# Крепость Керим-хан
Крепость Керим-хан (перс. ارگ کریم خان‎) расположена в центра Шираза. Эта крепость была построена в период правления династии Зендов. После того, как Карим-хан Зенд сделал Шираз своей столицей и выбрал это место для проживания, она стало известной как крепость Карим-хан. Строение в настоящее время находится в ведомстве Организации культурного наследия Исламской Республики Иран и с недавних пор начался ремонт этого здания с тем, чтобы использовать его в качестве большого музея провинции Фарс. В настоящее время этот комплекс крепости Керим-хан считается историческим зданием, которое ежегодно посещают огромное количество людей со всего мира.

## История
Карим-хан Зенд принялся за строительство этой крепости и других зданий под влиянием архитектуры Сефевидов. Это здание вместе с другими строениями, такими ка «Базар-е Вакиль» являются самыми выдающимися примерами архитектуры Ирана эпохи Зендов, построенных по приказу Карим-хана Зенда. Во времена правления династии Пехлеви крепость использовали в качестве тюрьмы и ей был нанесён значительный ущерб. В начале 1970-х эта крепость была вверена Управлению культуры и искусства.
Строительство крепости происходило в период с 1766 по 1767 годы и Карим-хан для этого пригласил лучших архитекторов своего времени.
Он также обеспечил для этой работы лучшие строительные материалы из-за границы и внутри страны и в скорейшем времени закончил строительство. Это здание использовалось в период Зендов в качестве места расположения правителя, в период Каджаров — в качестве места проживания местных правителей. Правитель провинции Фарс Абдолхоссейн Мирза Фарманфарма распорядился восстановить миниатюры в крепости.
После покорения Шираза Мохаммад-ханом из-за неприязни к Карим-хану, он принял решение разрушить крепость. Приняв это решение, он разрушил ряд строений эпохи Зендов, включая городскую стену. К счастью, крепость уцелела от разрушения и использовалась в качестве места размещения правителей, назначавшихся центральным правительством для управления провинцией.

## Описание крепости
Крепость имеет площадь 4000 квадратных метров находится на участке площадью 12800 квадратных метров и для его строительства в основном были использованы камень и известь.
С внешней стороны строение отделано кирпичом. Высота стен достигает 12 метров и высота каждой башни — 14 метров. По внешнему виду кажется, что участок не был украшен изнутри, ограничиваясь только комнатами. Вся крыша сделана так, что летом в полдень предотвращает попадание прямых солнечных лучей в комнаты и попадания туда воды во время дождя. Все комнаты изнутри связаны друг с другом таким образом, что нет необходимости выходит наружу для перемещения между ними. Изнутри залы украшены изображениями и росписью золотом, вдохновлёнными эпохой Сефевидов. При создании этих изображений использовались золото, ртуть, киноварь, глина и другие минералы.
Здание крепости включает в себя архитектуру военную и жилищную. Внутренняя часть крепости спланирована с террасами и комнатами, системой бассейнов с соединительными каналами, фонтанами и садами, обладающими особым изяществом. На северной, южной и западной стороне имеются террасы и шесть жилых комнат по обе стороны. На восточной стороне находятся частная баня и ряд служебных помещений. Четыре башни и крепостные стены со рвом, выкопанным вокруг крепости, выполняли оборонительную функцию строения. Одна из четырёх башен этой крепости склонилась подобно Пизанской башне и по этой причине считается одной из туристических достопримечательностей Шираза. Процесс предотвращения дальнейшего падения этой башни важен с технической и инженерной точки зрения.

## Баня
Баня в крепости является одной из первых частных бань построенных в Иране в этом стиле. Она предназначалась для принятия ванны и купания шахской семьи. В прихожей бани обычно занимались кровоопусканием, татуажем, массажем, разговорами, курением кальяна и распитием чая. Прихожая бани связана с парной посредством коридора.
Вода в этом комплексе обеспечивалась посредством подземного оросительного канала из Рокнабада. Эта вода, содержащая минеральные соли, считалась лучшей водой в Ширазе и в настоящее время система этого оросительного канала разрушена. Комната с бассейном бани состоит из трёх частей. В средней части установлен медный сосуд, под которым поддерживали огонь. По сторонам от него находились два небольших бассейна с тёплой водой